# Бая (комуна, Тулча)
Бая (рум. Baia) — комуна у повіті Тулча в Румунії. До складу комуни входять такі села (дані про населення за 2002 рік):
- Бая (2881 особа) — адміністративний центр комуни
- Камена (530 осіб)
- Каугаджія (253 особи)
- Пандуру (456 осіб)
- Чамурлія-де-Сус (904 особи)

Комуна розташована на відстані 206 км на схід від Бухареста, 51 км на південь від Тулчі, 61 км на північ від Констанци, 93 км на південний схід від Галаца.

## Населення
За даними перепису населення 2002 року у комуні проживали 5024 особи.
Національний склад населення комуни:
| Національність   | Кількість осіб | Відсоток |
| ---------------- | -------------- | -------- |
| румуни           | 4993           | 99,4%    |
| угорці           | 10             | 0,2%     |
| цигани           | 7              | 0,1%     |
| німці            | 6              | 0,1%     |
| росіяни-липовани | 5              | 0,1%     |
| болгари          | 2              | < 0,1%   |

Рідною мовою назвали:
| Мова      | Кількість осіб | Відсоток |
| --------- | -------------- | -------- |
| румунська | 5008           | 99,7%    |
| угорська  | 9              | 0,2%     |
| російська | 4              | 0,1%     |
| німецька  | 2              | < 0,1%   |

Склад населення комуни за віросповіданням:
| Релігія        | Кількість осіб | Відсоток |
| -------------- | -------------- | -------- |
| православні    | 5004           | 99,6%    |
| римо-католики  | 7              | 0,1%     |
| п'ятдесятники  | 5              | 0,1%     |
| реформати      | 2              | < 0,1%   |
| адвентисти     | 2              | < 0,1%   |
| старообрядці   | 2              | < 0,1%   |
| греко-католики | 1              | < 0,1%   |
| мусульмани     | 1              | < 0,1%   |

## Зовнішні посилання
- Дані про комуну Бая на сайті Ghidul Primăriilor [Архівовано 14 травня 2012 у Wayback Machine.]